# El Carmito Buenavista
El Carmito Buenavista är en ort i Mexiko.   Den ligger i kommunen Simojovel och delstaten Chiapas, i den sydöstra delen av landet, 700 km öster om huvudstaden Mexico City. El Carmito Buenavista ligger 549 meter över havet och antalet invånare är 315.
Terrängen runt El Carmito Buenavista är varierad. Runt El Carmito Buenavista är det ganska glesbefolkat, med 45 invånare per kvadratkilometer. Närmaste större samhälle är Simojovel de Allende, 3,9 km väster om El Carmito Buenavista. I omgivningarna runt El Carmito Buenavista växer huvudsakligen savannskog.